# Hành Sơn
Nằm trong khu Nam Nhạc của Ngũ Nhạc cách trung tâm thành phố Hành Dương, Hồ Nam 50 km, đây thuộc một trong 5 ngọn núi lớn của Trung Quốc. Núi Hành Sơn tạo thành bởi đá hoa cương, vách đá dựng đứng, có hình thù kỳ quái, gồm 72 đỉnh núi lớn nhỏ, Nam Nhạc còn là vùng giáo của Đạo giáo và Phật giáo nổi tiếng. Trên núi có khoảng 200 đình chùa, miếu, am thờ khác nhau. Chùa Nam Nhạc – quần thể cổ nhất vùng Giang Nam có diện tích 9.800 m² được xây dựng mô phỏng theo cố cung Bắc Kinh, xung quanh có các bức tường bao bọc bởi bức tường đỏ, các góc uốn lượn. Núi Hành Sơn nổi tiếng thế giới, hội tụ đầy đủ đặc điểm của 4 thắng cảnh nổi tiếng của Trung Quốc: độ cao của đỉnh Chúc Dung, vẻ đẹp của điện Tàng Kinh, chiều sâu của chùa Phương Quảng và vẻ đẹp kỳ bí của động Thủy Hàn. Trên núi còn có các chùa khác như chùa Trung Liệt, đình Bán Sơn, đài Ma Kính, cửa Nam Thiên, chùa Quảng Tế, đỉnh Hoa Sen, chùa Chúc Thánh và nhiều danh lam khác.

## Miêu tả
Đền thờ lớn nhất của Hành Sơn là đền thờ Nam Việt, bao gồm một diện tích 100.000 mét vuông và đó là đền lớn nhất trong các ngôi đền và nhà cổ ở tỉnh Hồ Nam. Ngôi đền có chín sân và chính trường là 22 mét, cao, được hỗ trợ bởi 72 cột đá, trong đó tượng trưng cho 72 đỉnh núi. Các ngôi đền, kính màu đỏ và vàng, được liên kết với nhiều tòa nhà khác và đại diện cho một khu cung điện lớn.
Trong số các ngôi chùa trên núi, đền thờ Fuyan được gọi là đền thờ chứa đựng "giáo lý Phật giáo" và là " nơi sáng lập" hay là nơi thực hiện các nghi lễ Phật giáo ". Đền thờ được xây dựng trong nhà Nguyên (1279-1368) và được coi là nguồn gốc của một chi nhánh của Phật giáo tại Nhật Bản. Ngoài ra, đền thờ Đại Tạng Kinh, ngôi đền Fangguang.
Bên cạnh các ngôi đền, núi còn có 9 ao, 9 giếng nước, 9 hồ, 10 hang động, 15 vách đá, 25 thác và 38 dòng suối, hài hòa với màu xanh lá cây rừng và hoa thơm cỏ. Ngay từ 2.000 năm trước, nhiều hoàng đế và người nổi tiếng viếng thăm Hành Sơn và để lại khá nhiều chữ khắc đá của bài thơ, trong đó có nhà thơ nổi tiếng: Lý Bạch, Đổ Phủ. Với cảnh quan đẹp và di sản văn hóa phong phú, núi thu hút du khách trong và ngoài nước.

## Các ngôi đền tiêu biểu
- Ngôi đền lớn nhất ở núi là đền thờ Nam Việt, là nhóm lớn nhất của các tòa nhà cổ ở tỉnh Hồ Nam, có diện tích 100.000 mét vuông. Trong số các ngôi chùa trên núi, đền thờ Fuyan được biết đến như là ngôi đền giáo lý Phật giáo đầu tiên, và lưu truyền với một cây cỏ đuôi chồn của 1.400 năm tuổi;
- Đền Nantai có một lịch sử hơn 1.400 năm và được coi là nguồn gốc của một Phật giáo chi nhánh tại Nhật Bản.
- Đền Đại Tạng Kinh, nổi tiếng với các món ăn chay và các môn võ công xưa của Trung Quốc, được bao quanh bởi rừng cổ thụ với hình dáng kỳ dị mà dân địa phương gọi theo hình dáng của chúng như: cây Tiền, Cây Tình.
- Di tích lịch sử như Shuzhuang Tai và Diaoyu Tai và Yunchun Pavilion.

## Vé tham quan
- 81 NDT

## Núi Hành Sơn và tem
Núi vinh dự được bưu chính quốc gia Bắc Kinh phát hành bộ tem năm 1990 bao gồm 4 mẫu tinh khắc mô tả vẻ đẹp của các thắng cảnh trên núi.